# Magyar Szent Kereszt Egyesület
A Magyar Szent Kereszt Egyesület a római katolikus hitre áttért zsidók érdekképviseletére létrehozott szervezet volt 1939 és 1944 között.

## Története
A második zsidótörvény alapján zsidónak minősülő konvertiták érdekeit védő Egyesület felállítására Kornfeld Móric tett javaslatot a püspöki kar 1939. október 3-i konferenciáján. A szent keresztről elnevezett egyesület szervezését Kornfeld, Cavallier József, a Nemzeti Újság szerkesztője és Almásy József, a Központi Szeminárium helyettes rektora irányította. Serédi Jusztinián hercegprímás Almásyt bízta meg az Egyesület elnökségével, a főtitkár Cavallier lett.
Tagjai szerzetesek, világi papok és antifasiszta beállítottságú, társadalmi súllyal bíró laikusok voltak. Létszáma megalakulásakor 114, 1941-ben: 1948, 1944-ben pedig 7301 fő volt.

## Tevékenysége
Sokoldalú segítséget kívántak adni: jogi tanácsadást, anyagi segélyt, elhelyezést, zsidó munkaszolgálatosok segélyezését. Ezeket elsősorban Zichy Gyula kalocsai érsek irányította. Anyagi alapját gyűjtés és a gazdag zsidók, így Weiss Manfréd adományai szolgáltatták. Kapcsolatban álltak a Weiss Edit vezette Izraelita Pártfogó Irodával is. A püspökök támogatását is sikerült megnyerni, így helyi csoportjaik jöttek létre Szegeden, Győrött, Pécsett, Nagykanizsán, Nagyváradon, Kassán és Szombathelyen.
1944-ben egyházi elnöke Apor Vilmos győri püspök volt. Az Egyesületet a nyilas hatalomátvétel után feloszlatták.
Gusztáv Béla, az Egyesület lelkésze 1944. december 10-e körül eltűnt; a kortársak szerint foglyok ellátása közben vértanú lett. Az Egyesület titkárát, Ervin Gábort 1944. december 6-án hurcolták el a nyilasok.